# مزاد إعلاني
المزاد الإعلاني الرقمي بالإنجليزية: Digital Ad Auction هو نظام يستخدمه عدد من منصات الإعلانات عبر الإنترنت لتحديد الإعلانات التي ستظهر للمستخدمين، وترتيبها حسب الأولوية، وتحديد كلفتها وفقا لمزايدة لحظية. تعتمد هذه الآلية على خوارزميات تدمج بين قيمة العرض المالي وجودة الإعلان ومدى ملائمته للجمهور المستهدف. تعتبر هذه المزادات من الركائز الأساسية للإعلانات الرقمية الحديثة وتستخدم في أنظمة مثل إعلانات جوجل وإعلانات فيسبوك وغيرها.

## آلية المزاد الإعلاني في الإعلانات الرقمية
آلية المزاد الإعلاني تعد من الركائز الأساسية في عالم الإعلانات الرقمية، حيث يتم تحديد الإعلانات التي تظهر للمستخدمين، وترتيبها، وتكلفتها، من خلال أنظمة مزايدة ذكية. هذا النموذج يمكن المعلنين من التنافس على عرض إعلاناتهم بناء على عوامل تشمل قيمة العرض وجودة الإعلان ومدى ملاءمته للجمهور المستهدف.
أنواع المزادات الإعلانية:
- مزاد السعر الثاني GSP: كان يستخدم في اعلانات جوجل، حيث يدفع المعلن الفائز أقل بقليل من عرض المتنافس التالي.

- مزاد السعر الأول FPB يدفع فيه الفائز المبلغ الكامل الذي عرضه، ويستخدم حاليا في العديد من المزادات البرمجية.

- مزاد الزمن الحقيقي RTB: تحدث خلال أجزاء من الثانية باستخدام خوارزميات عبر منصات الطلب والعرض، وهي الأساس في الشراء البرمجي للإعلانات.

## العوامل المؤثرة في ترتيب الإعلانات
في مزاد الإعلانات الرقمية هناك عدة أمور يخضع لها هذا المزاد، وتتم من خلال خوارزميات المنصة الإعلانية وهي:
- قيمة العرض (Bid): المبلغ الذي يعرضه المعلن للدفع.
- جودة الإعلان: تتضمن مدى ارتباط الإعلان بالكلمات المفتاحية، ونسبة النقر، وتجربة الصفحة.
- الملاءمة: توافق الإعلان مع نية المستخدم.
- سجل الحساب وأداء الحملات السابقة.

## أدوات إدارة الحملات والمزايدة
معظم المنصات الإعلانية توفر أدوات متقدمة لإدارة الحملات وتشمل:
- العروض التلقائية
- تحديد الأهداف مثل CPA أو ROAS
- تحسين المزايدة بالزمن الحقيقي
- دعم الذكاء الاصطناعي لتحسين الأداء

## العلاقة مع الإعلانات البرمجية
تشكل المزادات الإعلانية الأساس الذي تقوم عليه تقنيات الإعلانات البرمجية Programmatic Advertising، حيث يتم شراء وبيع المساحات الإعلانية في الزمن الحقيقي من خلال الأنظمة الآلية التالية:
- منصات الطلب (Demand-Side Platforms - DSP): يستخدمها المعلنون لتحديد عروضهم وشراء الإعلانات تلقائيًا، مثل: DV360 (التابعة لجوجل) أو The Trade Desk.[8]
- منصات العرض (Supply-Side Platforms - SSP): يستخدمها الناشرون لإدارة وبيع المساحات الإعلانية، مثل: جوجل اد مانجر (سابقا: دبل كليك للناشرين) أو Pubmatic.
- أسواق الإعلانات (Ad Exchanges): تعمل كحلقة وصل بين DSP وSSP، مثل: Google AdX أو OpenX، حيث تتم المزادات في الزمن الحقيقي.[9]

## الانتقادات والمخاوف
بما ان المزاد الاعلاني يتم من خلال خوارزميات لا يتم الإطلاع عليها في أغلب المنصات الإعلانية، ظهرت مخاوف متعددة ومن ضمنها: 
- غياب الشفافية في كيفية اختيار الفائز
- تضارب المصالح عندما تكون المنصة مسؤولة عن المزاد والبيع في نفس الوقت
- إساءة استخدام بيانات المستخدمين وتتبعهم.

## مستقبل المزادات الإعلانية
من المتوقع أن تتطور المزادات لتصبح أكثر تركيز على الخصوصية والشفافية، مع اعتماد نماذج جديدة تعتمد على السياق والاهتمام بدل من التتبع السلوكي، بالأخص مع تطور تقنيات الذكاء الاصطناعي.